# Ishak Ghaiou
Ishak Ghaiou (arab. إسحاق غايو; ur. 24 stycznia 1995) – algierski zapaśnik walczący w stylu klasycznym. Olimpijczyk z Paryża 2024, gdzie zajął szesnaste miejsce w kategorii do 67 kg. Zajął 25. miejsce na mistrzostwach świata w 2022 roku. 
Wicemistrz igrzysk afrykańskich w 2023. Srebrny medalista mistrzostw Afryki w 2020, 2022, 2023 i 2025; brązowy w 2018. Mistrz igrzysk panarabskich w 2023. Wicemistrz igrzysk śródziemnomorskich w 2022. Mistrz śródziemnomorski w 2018. Drugi na mistrzostwach arabskich w 2023 roku.